# Regina Protmann
Regina Protmann, C.S.C. (1552, Braniewo – 18. ledna 1613, tamtéž) byla polská římskokatolická řeholnice, zakladatelka a členka kongregace Sester svaté Kateřiny, panny a mučednice. Katolická církev ji uctívá jako blahoslavenou.

## Život
Narodila se v Braniewu roku 1552 rodičům Petru Protmannovi a Regině, rozené Tingel. Její otec byl obchodník a místní patricij. Její strýc byl radním.
S náboženskými a politickými záležitostmi se seznámila v době protestantské reformace a následné protireformace. Vstoupila do mariánské skupiny, kterou založili a vedli jezuité. V roce 1571 vysvětlila svým rodičům své rozhodnutí se nevdávat, jak se od ní očekávalo, ale věnovat se péči o nemocné a chudé.
Přes odpor rodičů se odstěhovala a s dalšími dvěma ženami utvořila řeholní komunitu, žijící v opuštěném domě. Skupina se živila péčí a ošetřováním nemocných a také domácími pracemi. V době honu na čarodějnice a přísných protiopatření římskokatolické církve bylo neslýchané, aby ženy žily samy a v oblasti nebyly žádné ženské kláštery, pročež se rozhodla založit novou ženskou řeholní kongregaci Sester svaté Kateřiny, panny a mučednice, do které by ženy a dívky mohly vstupovat. Jí založená kongregace, pojmenovaná po sv. Kateřině Alexandrijské, má za cíl pomáhat nemocným a také je ošetřovat. Zřizovala také školy pro dívky, jelikož v té době v oblasti byly pouze školy pro chlapce.

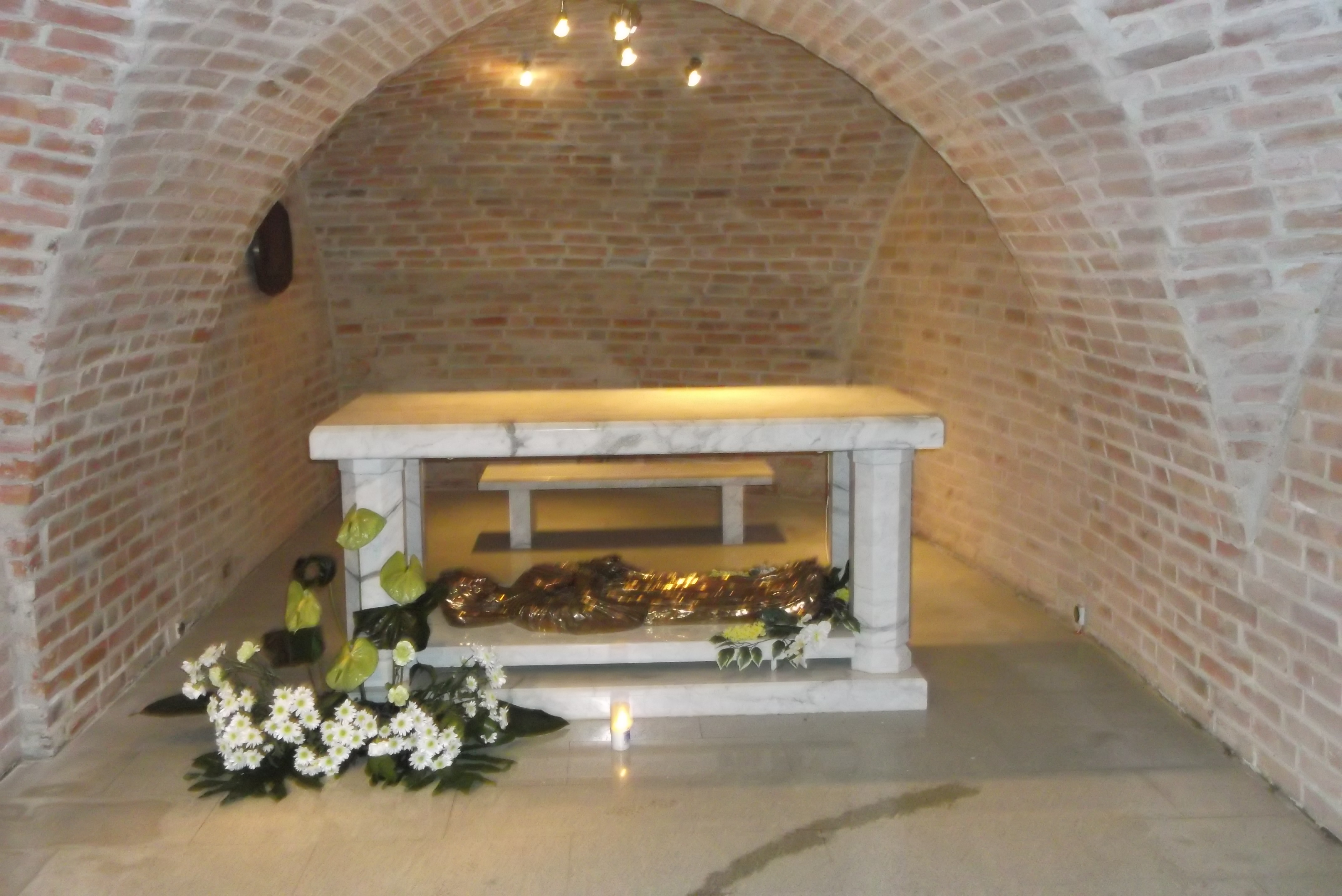
Její ostatky v klášteře Regina Coeli v Braniewu

Zemřela dne 18. ledna 1613 v Braniewu po bolestivé nemoci. Od roku 1991 jsou její ostatky uchovávány v klášteře Regina Coeli v Braniewu.

## Úcta
Dne 17. prosince 1996 ji papež sv. Jan Pavel II. podepsáním dekretu o jejích hrdinských ctnostech prohlásil za ctihodnou. Dne 6. dubna 1998 byl uznán zázrak na její přímluvu, potřebný pro její blahořečení.
Blahořečena pak byla dne 13. června 1999 ve Varšavě papežem sv. Janem Pavlem II. během jeho návštěvy Polska.
Její památka je připomínána 18. ledna. Bývá zobrazována v řeholním oděvu. Je patronkou obce Braniewo.